# Schlauchkanadier
Ein Schlauchkanadier ist ein Schlauchboot in Canadierform. Die Formstabilität wird nur durch den Innendruck hergestellt. Schlauchkanadier besitzen kein stabilisierendes Gestänge.
Schlauchkanadier gibt es in zwei Grundtypen. Häufiger ist die Variante mit dicken Seitenwänden und einem definierten Boots-Innenraum. Der Kanute sitzt auf Sitzbänken, die zwischen den Seitenwänden aufgehängt sind, oder direkt auf den Seitenwänden. Solche Schlauchkanadier haben je nach Hersteller einen Luftdruck von 0,2 oder 0,3 bar. Einen deutlich höheren Luftdruck erreichen Schlauchkanadier mit Drop-Stitch Material, die bis zu 0,68 bar aufgepumpt werden können. Bei Drop-Stitch Luftkammern sind die Innenwände der Kammer mit Textilfäden verwoben, die einen solch hohen Luftdruck ermöglichen.
Seltener ist die Variante mit einer großen Hauptkammer über die gesamte Bootslänge und seitlich angebrachten kleineren Stützschläuchen, die den Schlauchkanadier wie Ausleger stabilisieren. Der Kanute sitzt hier rittlings auf der Hauptkammer, eventuelles Gepäck kann bei verschiedenen Booten in einem Gepäckfach in der Hauptkammer verstaut werden. Diese Variante Schlauchkanadier ist das Gegenstück zu Sit-on-Top-Kanus bei den Festbooten.
Der Vorteil der Schlauchkanadier ist ihr geringes Packvolumen. Es ist noch geringer als das der Faltkanadier, da das Gestänge entfällt. Dadurch ist auch der Auf- und Abbau der Schlauchkanadier wesentlich vereinfacht. Diese Vorzüge werden auch gerne auf Expeditionen genutzt, entsprechende expeditionstaugliche Schlauchkanadier haben eine sehr hohe Robustheit.
Nachteilig an Schlauchkanadiern sind ihre Trägheit und Windanfälligkeit und das ungünstige Verhältnis von Bootsgröße zu Stauraum. Aufgrund der Schlauchbreite kann das Paddel beim Paddelschlag nicht körpernah durchgeführt werden.
Eine Variante von Schlauchkanadiern aus deutlich leichterem Material ist ein Packraft. 